# La calúmnia d'Apel·les
La calúmnia d'Apel·les és un quadre del pintor florentí Sandro Botticelli. Està realitzat en oli sobre fusta. Va ser pintat el 1495, i actualment es troba a la Galleria degli Uffizi, de Florència.

## Història del quadre
Aquesta obra es va produir després de la caiguda dels Mèdici, en plena època de la República. Es considera que és fruit de l'ambient religiós que va dominar Florència durant l'època de domini de Savonarola.
Aquesta obra va ser molt admirada pels nobles florentins. Es tractaria d'un encàrrec de la casa Segni, una important família florentina, ja que Giorgio Vasari ho va descriure, dient que ho havia vist a casa de Messer Fabio Segni. Posteriorment, va estar als arxius secrets del Palau Pitti. Forma part de la Galeria Uffizi des de 1773.

## Anàlisi del quadre
El tema és al·legòric; es basa en una descripció literària sobre una pintura d'Apel·les de Colofó, pintor de l'antiguitat, descrit per Llucià de Samòsata en un dels seus Diàlegs i esmentat al tractat de Leon Battista Alberti, que al·ludia a la falsa acusació, de la qual va ser víctima Apel·les, que un rival acusava d'haver conspirat contra Ptolemeu Filopàtor.
Inclou deu figures: a la dreta de l'espectador, el rei Mides, el Jutge dolent, és entronitzat entre la Sospita i la Ignorància, representades com dones de rostres crispats que li estan xiuxiuejant a les seves orelles d'ase. El tron és sobre un pòdium decorat amb relleus en grisalla. Davant d'aquest Jutge es troba una figura masculina, amb hàbit de monjo, en qui es creu veure representada la Rancúnia (o l'Enveja o la Ira) que condueix a una jove, la Calúmnia, a la que estan adornant els cabells l'Enveja i el Frau. La Calúmnia, indiferent al que succeeix, arrossega la víctima, un home pràcticament nu que ajunta les mans en posat de demanar clemència. A l'esquerra està la Penitència, amb roba pesada i esparracada, que torna cap a la figura que està nua darrere d'ella. Aquest últim personatge és la Veritat nua que resplendeix, assenyalant al cel amb el dit.
El colorit del quadre, la llum que queda subratllada per tocs d'or, és el que confereix moviment a l'escena. Aquesta es desenvolupa dins d'una estança amb arquitectura clàssica i arcades que presenten escultures que subratllen l'estudi de l'Antiguitat per Botticelli; en els relleus hi ha al·lusions a l'antiguitat clàssica. Aquesta arquitectura completament revestida d'estàtues i relleus accentua el to dramàtic i agitat de l'escena. En el centre del quadre està representat David a la manera de Donatello. En altres nínxols es representa a Sant Pau, Sant Jordi, Judit i, en els relleus, a personatges com Apol·lo i Dafne, Hèrcules i Licas o Gai Muci Escevola, el que evidencia la barreja de personatges cristians i grecoromans que va incloure Botticelli en aquesta pintura. Darrere d'aquesta arquitectura, el mar verdós i un cel llis.